# Destination X (2006)
Destination X 2006 était un catch pay-per-view (PPV) événement produit par la Total Nonstop Action Wrestling (TNA), qui a eu lieu le 12 mars 2006 au TNA Impact! Zone à Orlando, en Floride. Il a été le deuxième événement en vertu de la chronologie Destination X. Huit combats de lutte professionnelle ont été présentés sur l'événement de la carte.

## Contexte
Les spectacles de la Total Nonstop Action Wrestling en paiement à la séance sont constitués de matchs aux résultats prédéterminés par les scénaristes de la TNA, justifiés par des rivalités ou des qualifications survenues dans l'émission TNA Impact!.
Les scénarios présentés ici sont la version des faits telle qu'elle est présentée lors des émissions télévisées. Elle respectent donc le Kayfabe de la TNA.

## Match et résultats
- Pré-Show: Shannon Moore défait Cassidy Riley (03:21)
  - Moore a effectué le tombé sur Riley après un Halo.

- Pré-Show: The Diamonds in the Rough (David Young et Elix Skipper) (avec Simon Diamond) a battu Shark Boy et Norman Smiley (03:17)
  - Young a effectué le tombé après un Smiley côté slam par Skipper.

- Alex Shelley défait Jay Lethal (10:08)
  - Shelley a effectué le tombé sur Lethal après un pain tranché # 2.

- Lance Hoyt défait Matt Bentley (avec Traci) (07:59)
  - Hoyt a effectué le tombé après une Bentley Boot From Hell.

- Team Canada (Bobby Roode et Eric Young) (avec Coach D'Amore et A-1 ) a battu The Naturals (Chase Stevens et Andy Douglas) (12:24)
  - Roode a effectué le tombé après que Douglas Young a frappé Douglas avec un bâton de hockey.

- The James Gang (BG James et Kip James) et Bob Armstrong défaite de l'Amérique latine Exchange (Konnan, Homicide et Machete) (06:38)
  - Kip a effectué le tombé après un Machete One and Only.

- Chris Sabin a battu Petey Williams (avec A-1 ), Sonjay Dutt et Puma dans un fatal 4 way (14:57)
  - Sabin a effectué le tombé après un Puma Cradle Shock.

- Jeff Jarrett, Abyss, et America's Most Wanted (Chris Harris et James Storm) (avec James Mitchell et Gail Kim) ont battu Rhino, Ron Killings et Team 3D (Brother Ray et Brother Devon) dans un 8-Man guerre (20:10 )
  - Jarrett a effectué le tombé sur homicides après un AVC.

- Christopher Daniels a battu Samoa Joe (c) et AJ Styles dans un Ultimate X match pour remporter le TNA X Division Championship (13:26)
  - Daniels déverrouillé le titre X Division de gagner.

- Christian Cage (c) défait Monty Brown de conserver le NWA World Heavyweight Championship (17:11)
  - Cage a effectué le tombé sur Brown après une Unprettier.
  - Après le match, America's Most Wanted, Abyss, Alex Shelley, Équipe Canada, Jeff Jarrett et Brown ont attaqué Cage. Rhino est descendu pour aider Cage, et, éventuellement, Sting  qui a fait son retour et a attaqué Jarrett et l'enfermèrent dans la Death Lock Scorpion. Scott Steiner, fait ses débuts à la TNA, en attaquant Sting et l'a placé dans le Steiner Recliner.